# 莱塔河畔维姆帕兴
莱塔河畔维姆帕兴是奥地利布尔根兰州艾森斯塔特城郊县的一个市镇。总面积7.92平方公里，总人口1094人，人口密度138.1人/平方公里（2001年）。